# Antoni Serra Mir
Antoni Serra Mir (Sa Pobla, 18 d'abril de 1956) és metge i fou batlle de Sa Pobla pel Partit Popular (PP).
És fill d'Antoni Serra Serra.
Es llicencià en medicina i en cirurgia per la Universitat de Barcelona l'any 1974. És metge especialista en medicina interna per l'Hospital de Sant Sebastià en Guipúscoa, on va ser metge. Abandonà el País Basc i tornà a Mallorca, per ser el metge de capçalera d'Insalud a Palma entre els anys 1980-82.
Durant els anys 1986 i 1987 treballà per la Clínica Femenías a la Unitat de Cures Intensives. En 1987 començà a treballar per la Policlínica Miramar com a metge interí. En 1995 fou nomenat Cap del Servei de Medicina Interna i director mèdic.
L'any 2007 fou nomenat director del nou hospital de Insalud a Inca, a l'Hospital Comarcal d'Inca on restà poc temps. Llavors ja compaginava la seva tasca de metge amb la de batlle a Sa Pobla, al substituir Jaume Font.
De la seva etapa com a militant polític a Sa Pobla, Serra Mir començà com a regidor independent entre 1987 i 1988, any en què ingressà al PP del seu poble. El 1991 fou nomenat primer tinent de batlle. D'ençà que entrà al Partit Popular, presidí el comitè local. Fou un dels fundadors de l'empresa agrícola UCO Sa Pobla, S.A.
El seu pare Antoni fou distingit el 17 de gener de 2010 amb la Tau d'Or que l'Obreria de Sant Antoni de Sa Pobla concedeix anualment, aquesta distinció fou mostra de gratitud per la seva labor i implicació en les festes del patró dels animals, Sant Antoni Abat.
Entre les seves aficions està la lectura i córrer. És casat i té dos fills.